# Zelenik (Serbia)
Zelenik (cyr. Зеленик) – wieś w Serbii, w okręgu braniczewskim, w gminie Kučevo. W 2011 roku liczyła 186 mieszkańców.